# Фаетано
Фаета̀но (на италиански: Faetano) е село и община в Сан Марино. Разположено е на 362 m надморска височина. Населението на общината е 1171 души (към 2018 г.).

## Населени места
Общината има 5 населени места:
- Фаетано (Faetano, администативен център)
- Ка Киавело (Cà Chiavello)
- Калигария (Calligaria)
- Корианино (Corianino)
- Монте Пулито (Monte Pulito)